# Hartmut Riemenschneider (Pastor)
Hartmut Riemenschneider (* 15. Juli 1958 in Hofgeismar) ist ein deutscher Baptistenpastor und war vom Mai 2009 bis Mai 2015 der Präsident des Bundes Evangelisch-Freikirchlicher Gemeinden (BEFG), in dem  Baptisten- und Brüdergemeinden zusammengeschlossen sind.

## Leben
Hartmut Riemenschneider entstammt einer evangelisch-freikirchlichen Pastorenfamilie. Er studierte von 1980 bis 1985 Theologie am Theologischen Seminar des Bundes Evangelisch-Freikirchlicher Gemeinden in Hamburg-Horn und absolvierte anschließend eine dreijährige Zeit als Pastor auf Probe in der Baptistengemeinde Wetter (Ruhr). 1988 erfolgte seine Aufnahme in die Liste der anerkannten Pastoren des Bundes Evangelisch-Freikirchlicher Gemeinden. Ab 1990 wirkte Riemenschneider als Jugendpastor des Evangelisch-Freikirchlichen Landesverbandes Rheinland. Seit 1998 arbeitete er wieder im Gemeindedienst als Seelsorger der baptistischen Evangelisch-Freikirchlichen Friedenskirche Marl. 2011 wechselte er nach Pinneberg.
Bereits 2007 war Hartmut Riemenschneider zum Vizepräsidenten des BEFG berufen worden. Der Diakoniedirektor Emanuel Brandt, damals zum Präsidenten gewählt, erklärte bei der Ratstagung 2009 des BEFG seinen vorzeitigen Rücktritt aus gesundheitlichen Gründen. Mit 91,3 % der Stimmen berief die 510-köpfige Synode der Freikirche Riemenschneider zum Nachfolger von Brandt. Nach sechsjähriger Amtszeit übergab Hartmut Riemenschneider im Mai 2015 das Präsidentenamt an seinen Nachfolger Michael Noss.
Riemenschneider ist verheiratet und hat drei Söhne.